# Winning Group Arena
Winning Group Arena – hala widowiskowo-sportowa w Brnie, w Czechach. Została otwarta 4 czerwca 1982 roku. Pojemność trybun wynosi 7700 widzów (w tym 4700 miejsc siedzących). Swoje spotkania w hali rozgrywają hokeiści klubu HC Kometa Brno.
Kamień węgięlny pod budowę hali położono w 1972 roku. Obiekt powstawał nad brzegiem rzeki Svratki, niedaleko centrum miasta, a prace prowadzono w ramach tzw. „Akcji Z”. Głównym architektem areny był Ivan Ruller. Oddanie hali do użytku miało miejsce 4 czerwca 1982 roku, przy rozpoczęciu rozgrywanych w niej mistrzostw świata w kręglarstwie. W 1989 roku ukończono wybudowaną tuż obok mniejszą halę, przeznaczoną głównie dla łyżwiarzy figurowych. W latach 2009–2010 dokonano gruntownej modernizacji hali. W 2015 roku zwiększono o 500 liczbę miejsc na trybunach, do pojemności 7700 widzów.
Hala została wybudowana na planie koła i przykryta jest stalowym dachem o średnicy 65 m. Elewację zewnętrzną obłożono dookoła białymi, pionowymi panelami. Część trybun wewnątrz areny wyposażona jest w krzesełka (4700 miejsc), pozostałe miejsca są stojące. W hali znajdują się także tzw. „sky boxy” i miejsca dla VIP-ów. Jest to największy kryty obiekt sportowo-widowiskowy w mieście, choć w planach jest już budowa w Brnie nowej, jeszcze większej hali.
Początkowo obiekt znany był jako hala Náplavka (od nazwy pobliskiej ulicy), jednak z czasem, z racji swego okrągłego kształtu, zyskał przydomek „Rondo”. W związku z umowami sponsorskimi w latach 2008–2010 obiekt nosił nazwę Starobrno Rondo Arena, w latach 2011–2014 Kajot Arena, a w latach 2015–2021 DRFG Arena. Od 2021 roku obowiązuje nazwa Winning Group Arena.
Obiekt gościł wiele zawodów rangi krajowej i międzynarodowej. W hali odbywały się m.in. mecze w ramach mistrzostw Europy w siatkówce kobiet (1993, 1997), czy mistrzostw Europy w koszykówce kobiet (1995), rozgrywano w niej również zawody motocrossowe, spotkania hokejowych reprezentacji i mecze tenisowe w ramach Fed Cup. Arena służy także wydarzeniom pozasportowym, w tym koncertom (wystąpili w niej m.in. Alphaville, ZZ Top, Def Leppard, Scorpions i Deep Purple).